# Antonio Rossi
Antonio Rossi (Lecco, 19 de dezembro de 1968) é um ex-canoísta italiano especialista em provas de velocidade.

## Carreira
Foi vencedor das medalhas de ouro em K-1 500 m e K-2 1000 m em Atlanta 1996, da medalha de ouro em K-2 1000 m em Sydney 2000, da medalha de prata em K-2 1000 m em Atenas 2004 e da medalha de bronze em K-2 500 m.